# Именование тропических циклонов

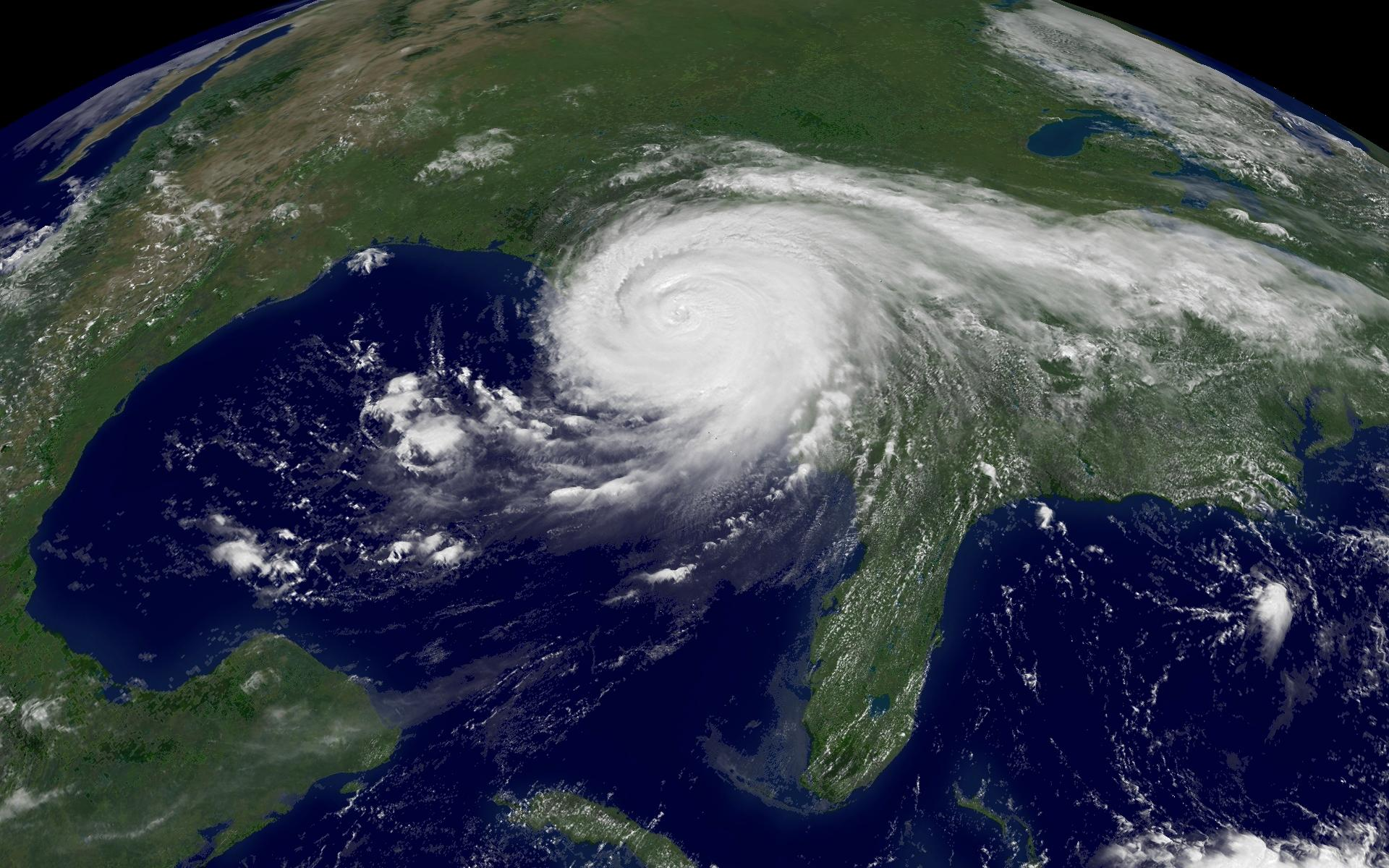
Ураган «Катрина», 29 августа 2005 года.

Именование тропических циклонов — порядок присвоения названий тропическим циклонам.
Если скорость ветра тропического шторма превышает 60 километров в час, то ему присваивается личное имя. Делается это для того, чтобы не путать ураганы, особенно когда в одном регионе действует одновременно несколько тропических штормов. Также присвоенные имена лучше запоминаются, что предотвращает путаницу в новостях, прогнозах погоды и штормовых предупреждениях. Особенно сильные и разрушительные ураганы (такие как «Катрина» и «Ирма») входят в историю.

## История
До появления систем именования ураганы назывались бессистемно и случайно или чаще вообще оставались безымянными. Ураганы называли по имени святого в день, когда ураган достиг определённого города, по названию пострадавшей местности или по своей форме. Традицию называть атмосферные аномалии человеческими именами начал ещё в начале XX века австралийский метеоролог Клемент Рагг, который называл их именами парламентариев, которые отказывались голосовать за предоставление кредитов на метеоисследования.
Во время Второй мировой войны американские военные синоптики стали именовать карибские ураганы именами своих жён и тёщ, намекая на их буйный нрав. После войны национальная метеослужба США составила специальный алфавитный список коротких и простых женских имен.
В 1950 году была разработана первая система именования на основе военной фонетической азбуки, но в 1953 году вернулись к использованию женских имен. Международная система названий для ураганов и штормов была утверждена в 1955 году. В списки попали английские, испанские и французские имена. До 1979 года они были только женскими, однако позже решили давать ураганам и мужские имена.
Система именования распространилась и на другие тропические циклоны — тихоокеанские тайфуны, штормы Индийского океана, Тиморского моря и северо-западного побережья Австралии.
Поскольку регионов, где формируются тропические штормы, несколько, то каждый имеет свой перечень. Например, для Атлантического океана есть 6 перечней из 21 имени, которые действуют 6 лет, после чего они повторяются. Если случится более 21 урагана, то используют греческий алфавит. Имена особо разрушительных ураганов остаются в истории навсегда и впредь не используются. Например имя «Катрина» больше не будет использоваться, так как одноимённый ураган 2005 года стал одним из самых разрушительных за всю историю наблюдений.
Подобную систему не соблюдают японцы, которые называют ураганы северо-западной части Тихого океана названиями животных, цветов, деревьев, продуктов.
Тропические штормы севера Индийского океана зачастую остаются безымянными.

## Имена
| Год  | Имя             |
| 1957 | Ураган Кэрри    |
| 1958 | Ураган Клео     |
| 1960 | Ураган Донна    |
| 1963 | Ураган Флора    |
| 1964 | Ураган Клео     |
| 1966 | Ураган Фэйт     |
| 1966 | Ураган Инез     |
| 1974 | Ураган Фифи     |
| 1979 | Ураган Дэвид    |
| 1979 | Ураган Фредерик |
| 1980 | Ураган Аллен    |
| 1985 | Ураган Глория   |
| 1988 | Ураган Гилберт  |
| 1989 | Ураган Хьюго    |
| 1992 | Ураган Эндрю    |
| 1994 | Ураган Луис     |
| 1996 | Ураган Берта    |
| 1996 | Ураган Эдуард   |
| 1996 | Ураган Фрэн     |
| 1998 | Ураган Бонни    |
| 1998 | Ураган Джордж   |
| 1998 | Ураган Митч     |
| 1999 | Ураган Флойд    |
| 1999 | Ураган Джерт    |
| 2000 | Ураган Альберто |
| 2000 | Ураган Айзек    |
| 2001 | Ураган Феликс   |
| 2001 | Ураган Эрин     |
| 2002 | Ураган Лили     |
| 2003 | Ураган Фабиан   |
| 2003 | Ураган Изабель  |
| 2004 | Ураган Фрэнсис  |
| 2004 | Ураган Иван     |
| 2004 | Ураган Чарли    |
| 2004 | Ураган Карл     |
| 2005 | Ураган Катрина  |
| 2005 | Ураган Вилма    |
| 2005 | Ураган Эмили    |
| 2006 | Ураган Гордон   |
| 2006 | Ураган Хелен    |
| 2007 | Ураган Дин      |
| 2008 | Ураган Берта    |
| 2008 | Ураган Айк      |
| 2008 | Ураган Густав   |
| 2009 | Ураган Билл     |
| 2009 | Ураган Фред     |
| 2017 | Ураган Ирма     |
| 2021 | Ураган Эльза    |